# Sinmara (Band)
Sinmara ist eine isländische Black-Metal-Band aus Reykjavík. Die Zeitung The Reykjavík Grapevine nennt die Gruppe unter den bekanntesten Vertretern der jüngeren isländischen Black-Metal-Szene. Benannt ist sie nach der gleichnamigen, nordisch-germanischen Göttin Sinmara, der Gemahlin des Feuerriesens Surtur.

## Geschichte
Sinmara ist das Nachfolgeprojekt der Black-Metal-Formation Chao, die sich 2008 gründete und am 14. März 2012 eine EP mit dem Titel Spiritus Sankti über das Trondheimer Label Terratur Possessions veröffentlichte. Zu dieser Zeit bestand die Besetzung aus Sänger Ólafur Guðjónsson, Gitarrist Garðar Jónsson, Bassist Ingólfur Hallgrímsson (welcher zuvor bei der Death- und Thrash-Metal-Formation Blood Feud aktiv war) und Schlagzeuger Bjarni Einarsson (welcher bereits an den Black-Metal-Projekten Revolter, Finngálken und Abonimor mitgewirkt hatte). Mit der Trennung von Hallgrímsson änderte die Gruppe 2013 ihren Namen in Sinmara um, zeitgleich stieg der nach Island migrierte Ire Stephen Lockhart alias Wann als Bassist in die Band ein, der seit 2009 durch sein Soloprojekt Rebirth of Nefast musikalisch in Erscheinung getreten war. Am 28. August 2014 veröffentlichte die Gruppe ihr Debütalbum Aphotic Womb erneut über Terratur Possessions. Eine gemeinsame Split-Veröffentlichung mit Misþyrming folgte im Januar 2017, darauf noch eine eigenständige EP mit dem Titel Within the Weaves of Infinity im August desselben Jahres. Zeitnah fand am Bass erneut ein Besetzungswechsel statt, sodass Sigurgeir Lúðvíksson für Wann übernahm. Lúðvíksson ist zudem in den Bands Azoic und Malignant Mist aktiv. Seit 2018 steht die Gruppe beim deutschen Musiklabel Ván Records unter Vertrag.

## Diskografie
- 2014: Aphotic Womb (Album, CD/2x12"-Vinyl, Terratur Possessions; MC, Vánagandr)
- 2017: Ivory Stone / Hof (Split-EP mit Misþyrming, 10"-Vinyl, Terratur Possessions; MC, Vánagandr)
- 2017: Within the Weaves of Infinity (EP, CD/12"-Vinyl, Terratur Possessions; MC, Oration)
- 2019: Hvísl stjarnanna (Album, CD/12"-Vinyl; Ván Records)

 Beiträge auf Kompilationen (Auswahl)
- 2015: Verminous auf Vánagandr (MC, Vánagandr)
- 2017: Teratoid Crossbreed auf Oration MMXVI (MC/2xLP, Oration)
- 2017: Ivory Stone und Nine Halls auf Astral Maledictions 2017 (MC, Ván Records)
- 2018: Nine Halls auf Oration MMXVII (MC/2xLP, Oration)
- 2019: The Arteries of Withered Earth auf Lauschangriff Vol. 71 (CD, Rock Hard)